# 趙澤厚
趙澤厚（1922年—），河北任丘人，少年從軍，陸軍官校十五期，參加南苑、陝州、徐州、皖北、淮東等抗日戰役。國共內戰後，隨國府遷至台灣，上校退役，曾任教師、總編輯、副社長；成為書法家，專精研究王羲之〈蘭亭序〉書法。著有《孝學新論》、《大學研究》、《大學正解》、《作文講義》、《作文與文法》、《蘭亭序概論》、《中國書法與蘭亭序》、《周易、文王易經與現代政治》、《周易補遺》、《文王易經補遺》、《文王易經與現代思潮》，並在聯合、中央、孔孟月刊、政治議論撰稿。

## 書法
研究〈蘭亭序〉長達四十多年之久，並以《蘭亭序概論》一書深受矚目，曾獲英國牛津大學來函嘉許與收藏。
- 北京奧運出版書畫紀念專輯「中國十大書畫大家」第一名
- 山東濰坊國際碑林、泰斗碑廊、「趙澤厚書法苑」六十二座石碑作者
- 中國文獻出版社出版「趙澤厚與歐陽詢楷書千字文」書法教材